# Odoje
Odoje (niem. Odoyen, 1938–1945 Nickelsberg) – wieś mazurska w Polsce położona w województwie warmińsko-mazurskim, w powiecie piskim, w gminie Orzysz.
W latach 1975–1998 miejscowość administracyjnie należała do województwa suwalskiego.
Przez wieś przebiega linia kolejowa nr 223, odcinek Orzysz – Ełk. We wsi jest przystanek kolejowy Odoje z  dworcem. Linia zamknięta dla ruchu pasażerskiego.

## Nazwa
W momencie lokacji wieś nazwano Tscharne, podobnie jak nazywało się pobliskie jezioro i las oraz inna wieś o tej samej nazwie, powstała w zbliżonym okresie tuż za granicą administracyjną, w prokuratorii leckiej (giżyckiej). Jeszcze w 1519 roku, w dokumentach krzyżackich nazwa Tscharne użyta jest w odniesieniu do wsi czynszowej Odoje. Jednak już po niedługim czasie zaczęto używać nazwy pochodzącej od nazwiska zasadźcy: Odoyen
 
Na mapie Districtus Reinensis (1663) Józefa Naronowicza-Narońskiego - Odoien.

Podczas akcji germanizacyjnej nazw miejscowych i fizjograficznych historyczna nazwa niemiecka Odoyen została 16 lipca 1938 roku zastąpiona przez administrację nazistowską sztuczną formą Nickelsberg.

Rozporządzeniem Ministrów: Administracji Publicznej i Ziem Odzyskanych z dnia 12 listopada 1946 r. o przywróceniu i ustaleniu urzędowych nazw miejscowości nadano obowiązującą nazwę Odoje.

## Historia
Komtur ryński Rudolf von Tippelskirchen nadał Mikołajowi Odojowi (Nickolai Odoi) do zasiedlenia 66 łanów na prawie chełmińskim, z tego 6 łanów na jego sołectwo, w zamian za jedną służbę zbrojną. Dan w Rynie r. 1495. Wieś otrzymała 14 lat wolnizny. Sołtys otrzymał niższe sądownictwo oraz co trzeci denar z wyższego sądownictwa. Dostał również prawo rybołówstwa na jeziorze Orzysz zarówno latem jak i zimą, gdy mieszkańcy wsi mogli łowić tylko latem (od Wielkanocy do św. Michała), tylko na jeziorze Czarnym bez używania saków. Sołtys i mieszkańcy uzyskali również prawo małych polowań. Chłopi z Odój płacili czynsz pół grzywny w różnych monetach od łanu, a także płużne (Pflugkorn) w wysokości ćwierć korca pszenicy i żyta oraz korzec owsa. Chłopi byli również opodatkowani na rzecz kościoła. Płacili dziesięcinę małdratową (w ziarnie) w wysokości pół korca owsa i tyleż żyta. Mieszkańcy Odoi mieli zakaz wprowadzania jakichkolwiek zmian w wodach płynących. Rachunki krzyżackie z 1517 roku wykazują w Odojach dwie karczmy, potwierdziły to również dokumenty z 1540 roku. W Odojach mieszkają r. 1539 sami Polacy. W spisach z 1539 i 1564 roku w Odojach wykazano zagospodarowanych 46 łanów. Odoje należały do parafii i rewiru w Orzyszu.

W październiku 1656 Tatarzy uprowadzili w jasyr 2 mężczyzn.
 
W 1710 roku, kiedy epidemia dżumy zdziesiątkowała okoliczną ludność w tym duchowieństwo z Orzysza, parafialne nabożeństwa ewangelickie odprawiano w stodole gospodarza Sokołowskiego. W 1735 roku założono szkołę.

Według danych opublikowanych w 1822 roku w Odojach mieszkały 133 osoby.
W 1857 roku we wsi mieszkały 244 osoby. Nauczycielem był Michael Opitz.

Według danych z 1907 roku właścicielem 372 ha gruntów w Odojach był Gustav Gerlach. Na 1 sierpnia 1914 roku zaplanowano otwarcie linii kolejowej Orzysz - Ełk, przechodzącej przez Odoje, gdzie wybudowano dworzec kolejowy. I wojna światowa pokrzyżowała te plany. Po wyparciu Rosjan i wyremontowaniu szlaku, wiosną 1915 roku ruszyły pierwsze transporty wojskowe.
W 1935 roku jeden nauczyciel uczył 35 uczniów.
W 1933 r. w miejscowości mieszkało 280 osób, a spis powszechny z maja 1939 roku wykazuje 291 mieszkańców.

Po 1945 roku w Odojach utworzono rolniczą spółdzielnię produkcyjną.

## Zabytki
Zabytki ujęte w gminnej ewidencji zabytków:
- Dawny cmentarz ewangelicki, założony w połowie XIX w.[15]

Zespół dworca kolejowego, zbudowany w drugiej dekadzie XX wieku, w skład którego wchodzą:
- Dworzec kolejowy[16].
- Budynek mieszkalno-gospodarczy[17].
- Dwa budynki gospodarcze[18][19].

Inne obiekty, nie ujęte w ewidencji:
- Dwa wiadukty kolejowe z początku XX wieku.

## Turystyka
Przez Odoje przebiegają dwa szlaki rowerowe:
- szlak  wokół jeziora Orzysz[20].
- szlak  rodzinny[21].

Wiadukt kolejowy z początku XX wieku umożliwiający przejazd pod torowiskiem jest jednocześnie dobrym punktem widokowym na najbliższą okolicę, krajobraz wzniesień czołowomorenowych.
Na północ od wsi, na skraju lasu rosną 4 pomnikowe okazy jarząbu szwedzkiego.